# Kodowanie mowy
Kodowanie mowy – polega na konwersji sygnału fonicznego mowy z postaci analogowej do postaci cyfrowej, tak aby możliwe było jego przesyłanie przez łącze telekomunikacyjne lub sieć komputerową.
Proces zmiany sygnału analogowego na strumień zakodowanych danych składa się z trzech etapów:
- próbkowania – polega na pobieraniu chwilowych wartości sygnału z określoną częstotliwością – w telefonii wystarczy, że wynosi ona 8 kHz,
- kwantyzacji – proces zmiany wartości pobranych próbek na skończoną liczbę nieciągłych wartości,
- kompresji stratnej

## Metody kompresji
Najpopularniejszymi metodami kodowania mowy są:
- PCM
- DPCM
- ADPCM
- LPC
- CELP
- ACELP
- RPE

## Metody modulacji
Najpopularniejsze kodeki wykorzystywane do kodowania mowy:
- G.711 – najpopularniejszy kodek VoIP, stosowany tradycyjnie w cyfrowej telefonii (np. w ISDN). Częstotliwość próbkowania wynosi 8 kHz, a rozdzielczość 8 bitów na próbkę. Ze względu na brak kompresji kodek zapewnia najwyższą jakość połączeń i niskie obciążenie procesora, ale wymaga przepustowości łącza co najmniej 128 kb/s w obie strony.
- G.723.1
- G.729
- iLBC
- iSAC
- GSM

Przy nawiązywaniu połączenia oba urządzenia telekomunikacyjne, które z kodeków mogą wykorzystać i dobierają ten optymalny. Kluczowe dla zapewnienia przepustowości jest to, aby kodek, szczególnie taki, który wykorzystuje silną kompresję, zapewniał dobrą jakość, a jednocześnie nie wprowadzał zbyt dużych opóźnień mających wpływ na przeprowadzana rozmowę.